# Bitterfeld-Wolfen
Bitterfeld-Wolfen est une commune d'Allemagne. C'est la plus peuplée de l'arrondissement d'Anhalt-Bitterfeld. 
La commune est née le 1er juillet 2007, de la fusion de Bitterfeld et Wolfen.

## Histoire
| Appartenances historiques Margraviat de Misnie 1274-1423 Électorat de Saxe 1423-1485 Duché de Saxe 1485-1547 Électorat de Saxe 1547-1656 Duché de Saxe-Mersebourg 1656–1738 Électorat de Saxe 1738–1806 Royaume de Saxe 1806–1815 Royaume de Prusse (Province de Saxe) 1815–1918 Empire allemand (Province de Saxe) 1871–1918 République de Weimar 1918–1933 Reich allemand 1933–1945 Allemagne occupée 1945–1949 Allemagne de l'Est 1949–1990 Allemagne 1990–présent |

## Jumelages
- Dzerjinsk (Russie) depuis 1996
- Kamienna Góra (Pologne) depuis 2006
- Marl (Allemagne)
- Vierzon (France) depuis 1959
- Villefontaine (France) depuis 1990
- Witten (Allemagne) depuis 1994